# Журнал вушних, носових і горлових хвороб
«Журнал вушних, носових і горлових хвороб» (назва з 1924 по 1995 року — рос. Журнал ушных, носовых и горловых болезней) — радянський та український науковий журнал.

## Історія та опис
Заснований у 1924 році у Катеринославі з ініціативи С. Компанійця, який був першим головним редактром.
До 1932 року виходило 12, а після — 6 чисел на pік. З 1941 по 1959 рік не видавали. З 1959 року — на базі Інституту отоларингології АМНУ в Києві.
До 1996 року друкували російською мовою. Тираж — 1 тисяча примірників. Головний редактор — Д. Заболотний (з 1996 року). З 2018 року називається «Оториноларингологія», мова видання українська та англійська.
Публікує матеріали теоретичних й експериментальних досліджень у галузі оториноларингології, з історії оториноларингології, огляди вітчизняної та іноземної літератури.